# Calamus muelleri
Calamus muelleri là loài thực vật có hoa thuộc họ Arecaceae. Loài này được H.Wendl. mô tả khoa học đầu tiên năm 1875.

## Gallery

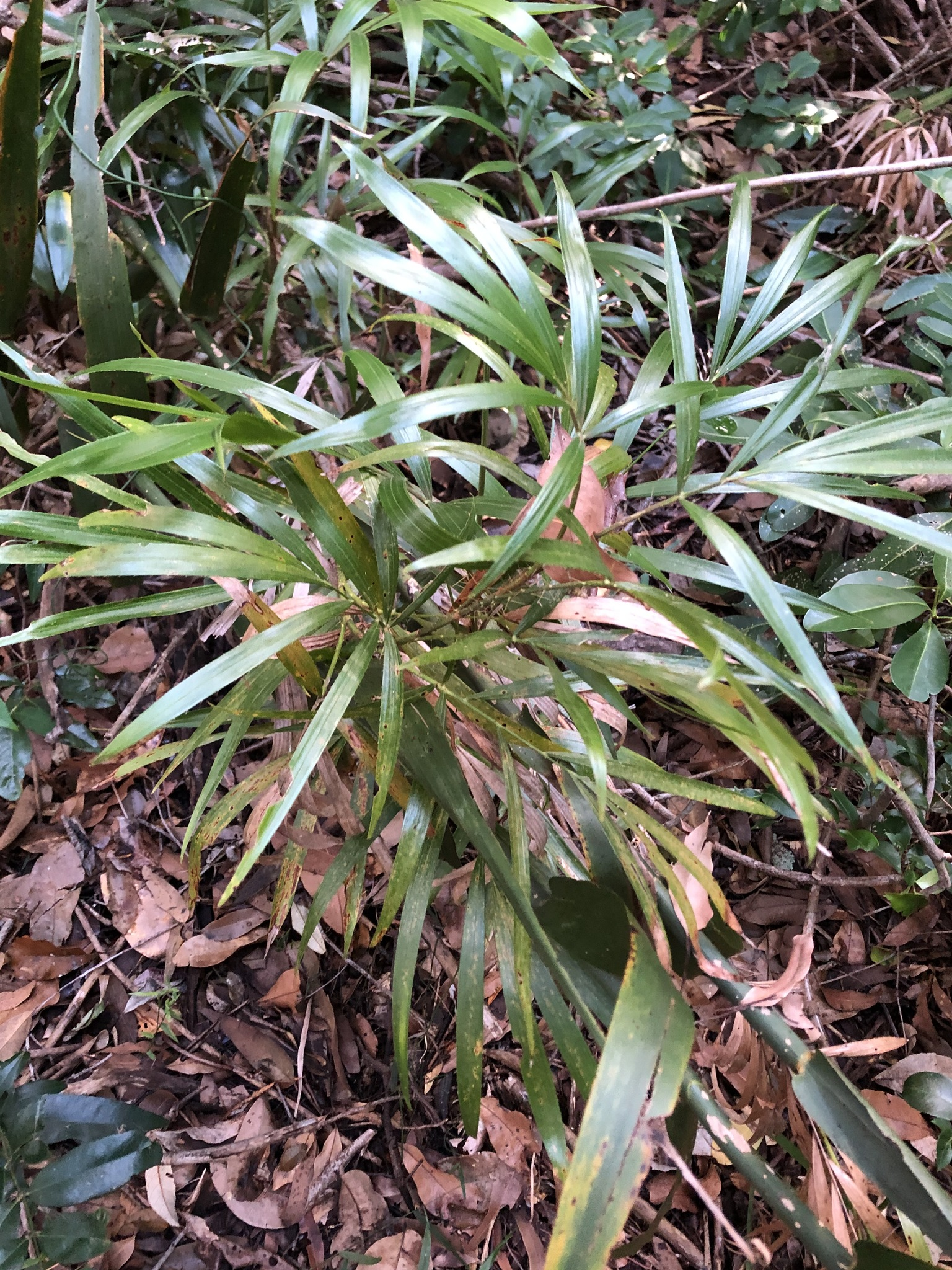
Young plant
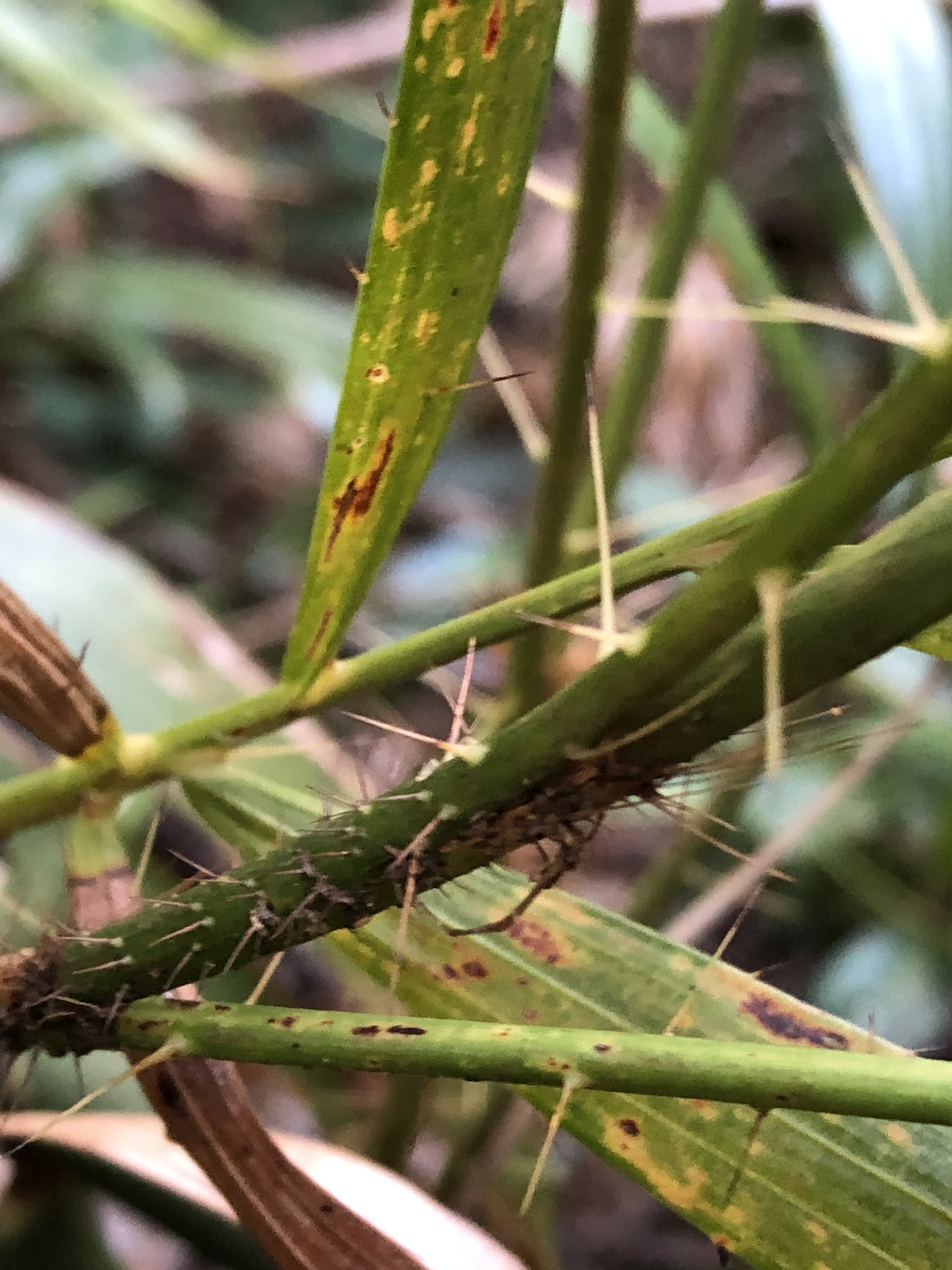
Spines
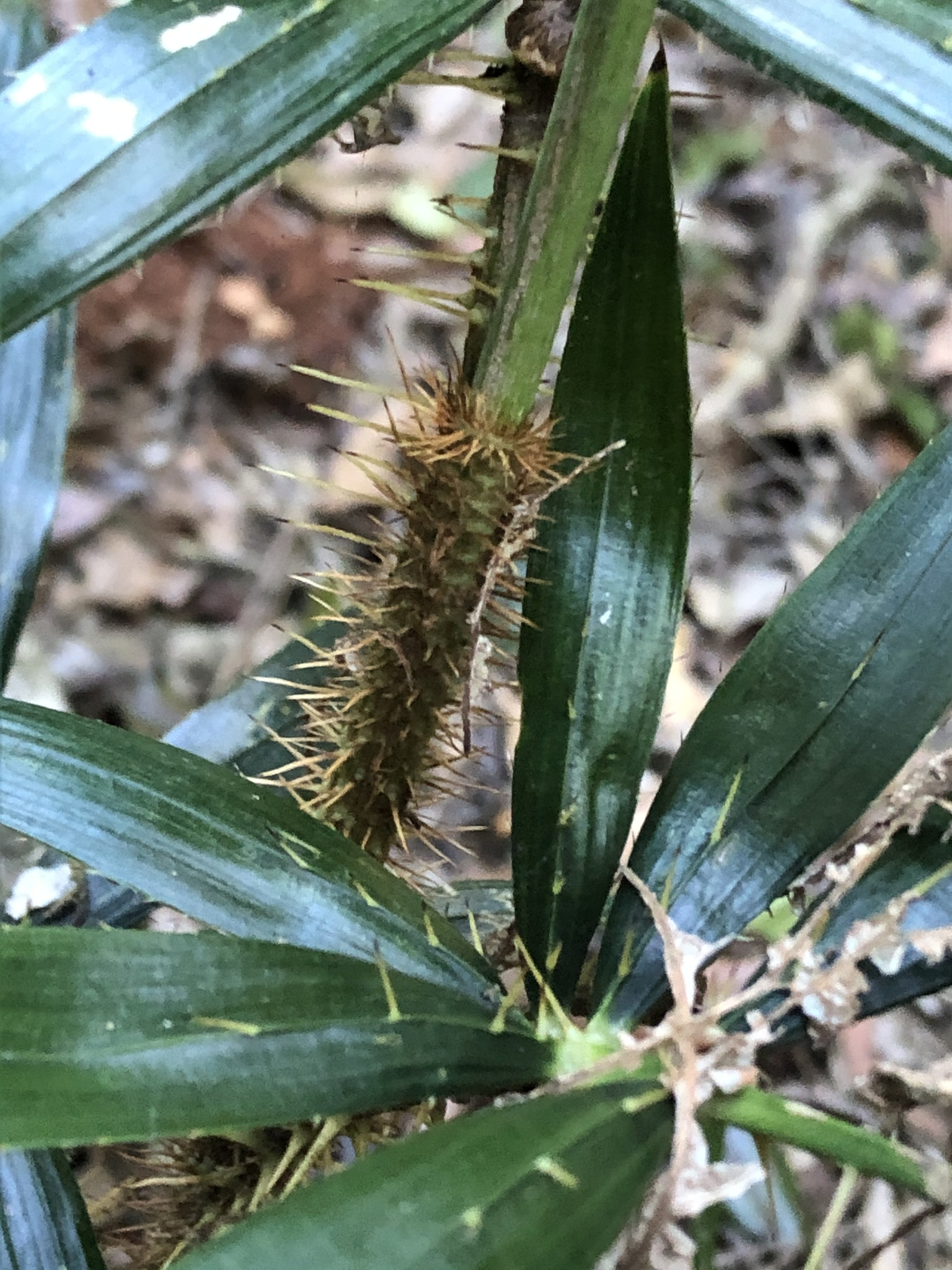
Stem
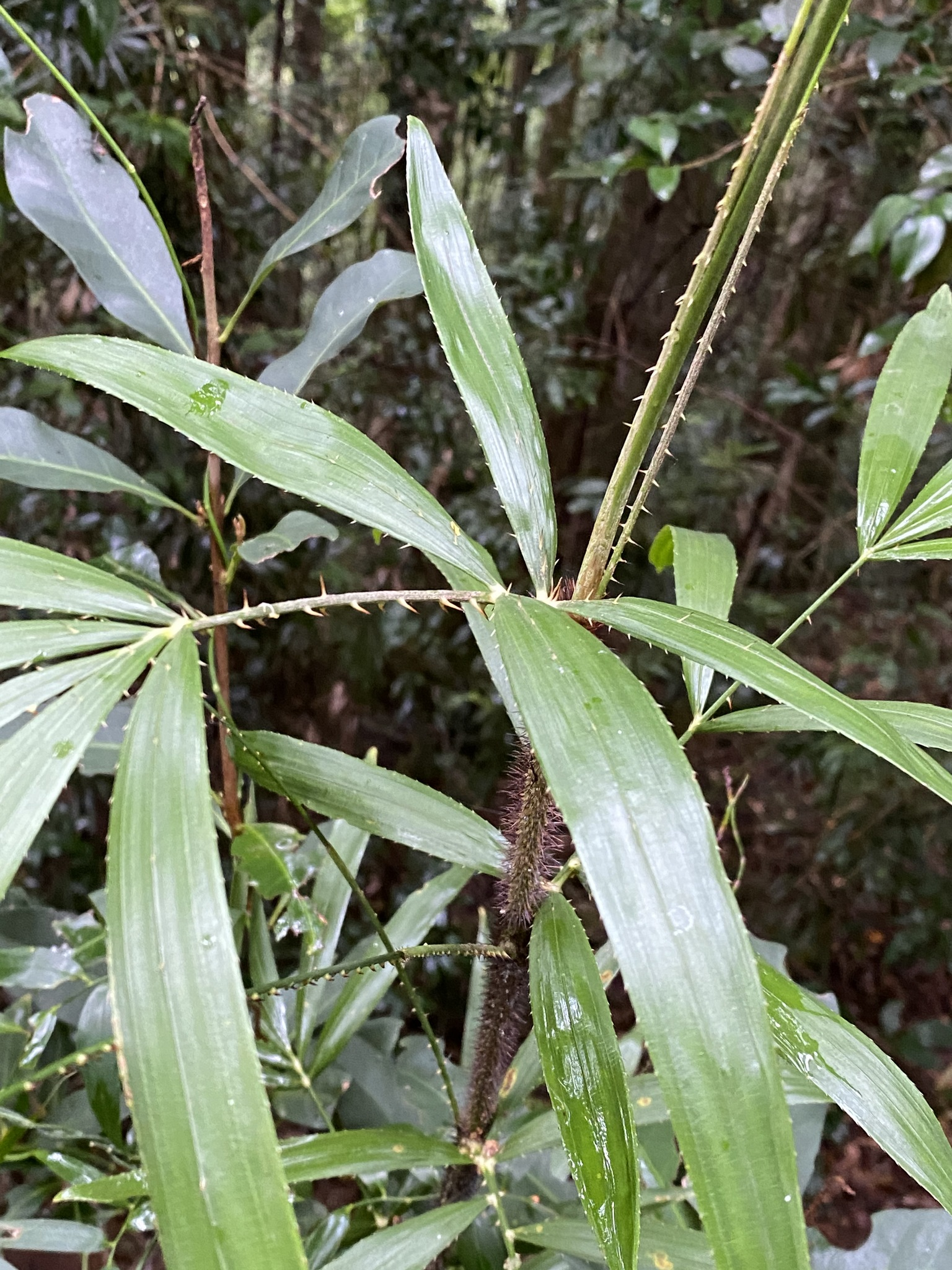
Leaf rachis
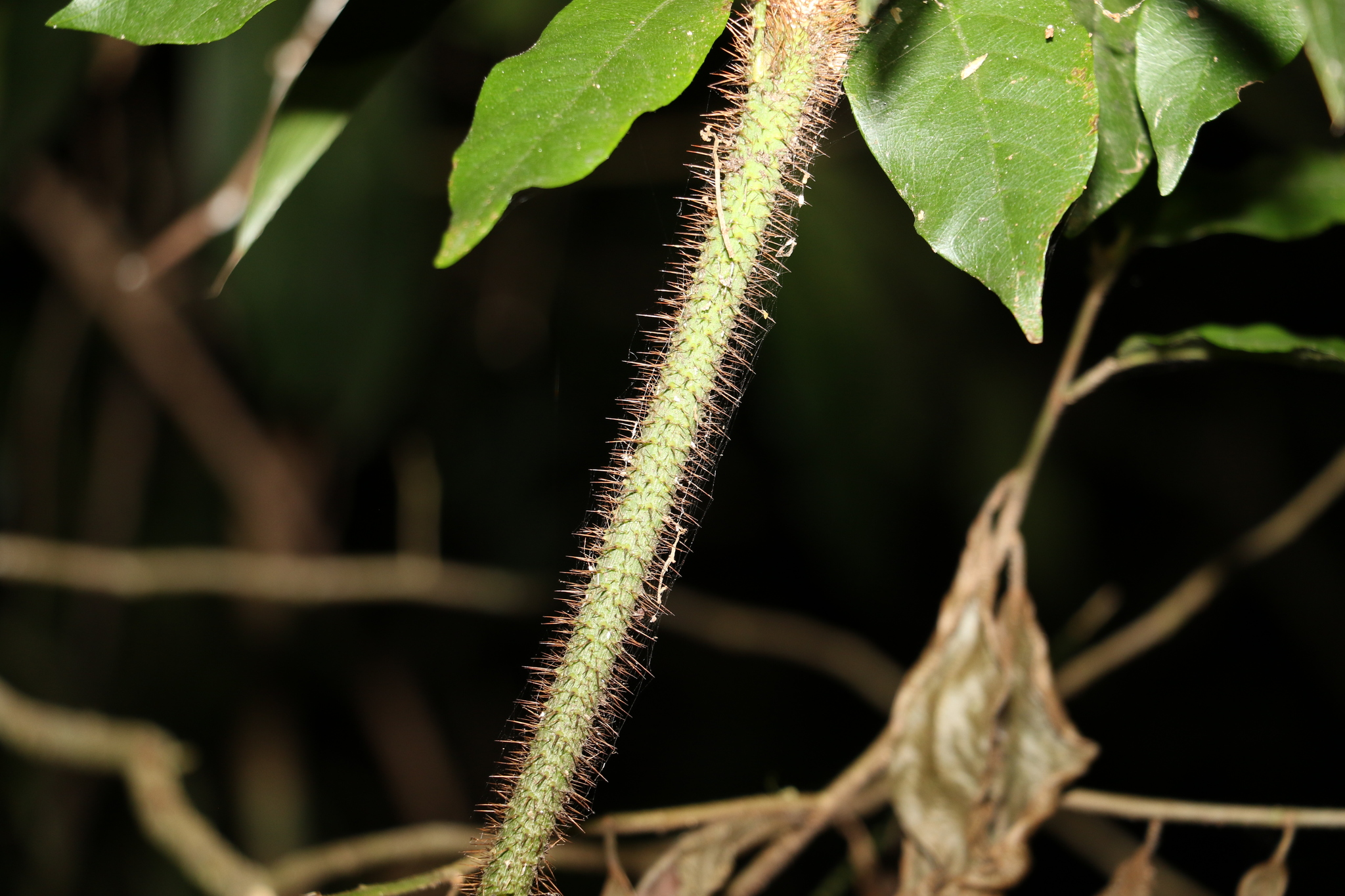
Stem